# Tengeri tartományok

A tengeri tartományok fekvése Kanadában

A tengeri tartományok (angolul Maritimes) Kanada három Atlanti-óceánparti tartományának összefoglaló neve. Ezek: Új-Brunswick, Új-Skócia és Prince Edward-sziget.  
A tengeri tartományok Új-Angliától északkeletre, a québeci Gaspé-félszigettől délkeletre, Új-Fundlandtól délnyugatra helyezkednek el. 
Néha tévesen Új-Fundland és Labrador tartományt is a tengeri tartományok közé tartozóként említik. Helyesen: Atlanti Kanada része, a három tengeri tartománnyal együtt. Bár ez is az atlanti partokon helyezkedil el, a másik három tartománytól elválasztja a Szent Lőrinc-öböl. Történelme is különböző: Új-Fundland Domínium nyolc évtizeddel később csatlakozott Kanadához, mint a tengeri tartományok.
Az atlanti part négy tartományát és Közép-Kanada két tartományát (Ontario és Quebec) együtt gyakran Kelet-Kanada néven említik.
Egy időben felmerült annak az ötlete, hogy a tengeri tartományok érdekeik hatékonyabb védelmére alakítsanak Tengeri Uniót. A charlottetowni konferencia megbeszélései 1864-ben azonban a szélesebb Kanadai Konföderáció megalakításához vezettek.